# Codex Bodleianus Geneseos
Der Codex Bodleianus Geneseos oder Bodleian Genesis (Siglum E, Nr. 509 nach Rahlfs) ist das Fragment einer Pergamenthandschrift aus dem 9. oder 10. Jahrhundert. Es enthält Teile aus dem 1. Buch Mose (Genesis) 1,1–42,18 in griechischer Sprache. Es sind 29 Blätter erhalten, die in Unzialen in zwei Spalten mit je 37 bis 44 Zeilen beschrieben sind.
Zu der Handschrift gehören weiterhin ein Pergamentblatt, dessen Text unmittelbar an das Fragment anschließt und das sich heute in der Cambridge University Library, Ms. Add. 1879.7, befindet, sowie zahlreiche weitere Blätter der Russischen Nationalbibliothek in Sankt Petersburg, Signatur Cod. Gr. 52 (62), und dem British Museum in London, Ms Add. 20002, die den Text bis 1. Könige 16,28 fortsetzen. Die Teile der Bodleian Genesis sind in Majuskeln geschrieben, die hinteren Teile in Minuskeln, das Blatt aus Cambridge bezeugt den Übergang.
Die Fragmente aus Oxford und London wurden 1853 von Konstantin von Tischendorf „aus dem Osten“ mitgebracht und 1857 publiziert. 1859 brachte er die restlichen Blätter mit. Die Fragmente des Codex Bodleianus befinden sich in der Bodleian Library in Oxford, Signatur Auct. T. infr. II,1.

## Textausgabe
- Konstantin von Tischendorf: Monumenta Sacra Inedita. Nova Collectio. Band 2, J. C. Hinrichs, Leipzig 1857.